# دختران بد
دختران بد (ایتالیایی: Cattive ragazze) یک فیلم درام عاشقانه ایتالیایی است که در سال ۱۹۹۲ منتشر شد. از بازیگران آن می‌توان به ایوا گریمالدی، آنیتا اکبرگ، کریستینا گاراوالیا، برت یانگ، فلورانس گیران و پیرو پیچونی اشاره کرد.